# Andrzej Wojtowicz
Andrzej Wojtowicz (ur. 9 czerwca 1956) – polski lekarz dentysta, chirurg stomatolog, implantolog, nauczyciel akademicki, profesor nauk medycznych.

## Życiorys
W 1980 ukończył studia w Akademii Medycznej w Warszawie. Specjalista w zakresie chirurgii stomatologicznej. Jeden z prekursorów, propagatorów i animatorów polskiej implantologii stomatologicznej.
Stopień doktora nauk medycznych uzyskał w 1986 w Akademii Medycznej w Warszawie na podstawie pracy pt. Dwufosfoniany i ich wpływ na proces mineralizacji kości ortotopowych i tkanki kostnej indukowanej heterotopowo. W 1997 w tej samej uczelni uzyskał stopień doktora habilitowanego na podstawie pracy pt. Badania nad osteopetrozą szczurów, jej patogenezą i możliwościami leczenia. W 2009 otrzymał tytuł naukowy profesora
Zawodowo był związany m.in. z Zakładem Transplantologii Centralnego Banku Tkanek Akademii Medycznej w Warszawie. Od 1997 jest kierownikiem Zakładu Chirurgii Stomatologicznej Warszawskiego Uniwersytetu Medycznego.
Członek wielu towarzystw naukowych w tym m.in.: Ogólnopolskiego Stowarzyszenia Implantologii Stomatologicznej, Polskiego Towarzystwa Chirurgii Szczękowo-Twarzowej i Chirurgii Jamy Ustnej, European Association of Dental Implantology i Polskiego Towarzystwa Stomatologicznego.
Autor lub współautor ponad 100 publikacji, promotor wielu prac doktorskich. 

## Odznaczenia
- Srebrny Krzyż Zasługi[7]